# Povilas Urbšys
Povilas Urbšys (*  2. September 1962 in Panevėžys) ist ein litauischer Politiker.

## Leben
Nach dem Abitur  1980  an der 7. Mittelschule Panevėžys absolvierte er  1995  das Diplomstudium der Geschichte, Politologie und Gesellschaftswissenschaft an der Vilniaus pedagoginis universitetas. 1990 arbeitete er bei der Inspektion der Kulturerbe. Ab 1992 arbeitete er bei Nacionalinė saugumo tarnyba (Valstybės saugumo departamentas), ab 1994 am Dokumentenschutzamt am Finanzministerium Litauens, ab 1997 bei Specialiųjų tyrimų tarnyba. Dabei leitete er bis April 2012 die Abteilung in Panevėžys. Seit 2012 ist er Mitglied im Seimas.
2005 wurde er mit Vyčio Kryžiaus ordinas (Riterio kryžius) ausgezeichnet.